# Owen Hunt
Owen Hunt, M.D., F.A.C.S é um personagem fictício da série de televisão de drama médico Grey's Anatomy, exibida na American Broadcasting Company (ABC) nos Estados Unidos. O personagem foi criado pela produtora da série Shonda Rhimes e é interpretado pelo ator Kevin McKidd. Ele foi apresentado na quinta temporada como cirurgião de trauma do Exército dos EUA que serviu no Iraque devastado pela guerra e, posteriormente, ingressa no fictício Seattle Grace Hospital para ensinar medicina como assistência cirúrgica, logo depois se torna chefe de cirurgia de trauma e eventualmente assume a posição de chefe de cirurgia. McKidd reprisou seu personagem no spin-off da série, Station 19.
O personagem fictício serviu como um interesse amoroso para a colega cirúrgica Cristina Yang e tinha uma personalidade instável quando foi introduzido pela primeira vez, sofrendo de transtorno de estresse pós-traumático (TEPT). A conexão de McKidd com a atriz Sandra Oh (Cristina Yang) foi aclamada entre os críticos, com Matt Roush, da TV Guide, chamando as "faíscas instantâneas" entre McKidd e Oh "eletrizantes". McKidd foi indicado a dois prêmios por seu trabalho no programa, vencendo um deles. Chris Monfette, do IGN, elogiou a adição de "novos personagens", como Owen Hunt.

## História
Antes de suas aparições regulares no programa, Owen Hunt era cirurgião do Exército dos Estados Unidos, especializado em cirurgia de trauma. O personagem faz uma primeira aparição dramática quando realiza uma traqueotomia em um homem com uma caneta, conquistando a admiração da residente Cristina Yang (Sandra Oh). Ele recebe uma oferta de emprego do ex-chefe de cirurgia Richard Webber (James Pickens, Jr.), mas recusa, explicando que ele não concluiu sua missão no Iraque. Sua nomeação como novo chefe de cirurgia de trauma no Hospital Seattle Grace não foi bem recebida inicialmente. Na sua primeira semana, ele consegue irritar Derek Shepherd (Patrick Dempsey) e Mark Sloan (Eric Dane), chefe de neurocirurgia e cirurgia plástica, respectivamente, que veem seu tratamento de alguns pacientes como bruto. Seus métodos também são rejeitados pela residente Izzie  Stevens (Katherine Heigl) quando ele esfaqueia um conjunto de porcos e, em seguida, ordena que os residentes e internos salvem suas vidas, a fim de lhes ensinar medicina sobre "tecido vivo". Hunt finalmente embarca em um relacionamento com Yang, mas chega a um fim repentino quando seu TEPT tira o melhor dele, e ele inconscientemente a estrangula. Logo após o rompimento, ele inicia a terapia com o psiquiatra do hospital, Dr. Wyatt.  Algum tempo depois, um soldado visita o hospital para tratamento, e sua presença influencia Owen a pensar em retornar ao exército dos EUA.  Quando ele compartilha isso com Cristina, ela discorda da decisão dele, afirmando que não quer que ele morra, e os dois acabam reacendendo o relacionamento. Owen traz Teddy Altman (Kim Raver), sua melhor amiga e colega de quando ele estava no exército, como a nova chefe de cirurgia cardiotorácica. Quando é revelado que Hunt e Altman podem ser amantes em potencial, o relacionamento de Hunt e Yang é desafiado e, eventualmente, encerrado por Yang.
Durante um tiroteio no hospital, Owen é baleado e ferido, atraindo a simpatia de Cristina, que posteriormente restaura seu relacionamento. Devido às reverberações emocionais da crise, Owen e Cristina decidem se casar logo após a reconciliação, não querendo arriscar a separação. Existem algumas preocupações dos amigos de Cristina de que Owen está se aproveitando do TEPT para levá-la ao altar. Quando Cristina descobre que está grávida e diz a Owen que pretende abortar, ele fica descontente com o desejo do aborto, e os dois se separam. Um dos principais e recorrentes pontos de conflito no relacionamento deles são os fortes desejos de Owen por filhos e uma esposa tradicional, e a convicção igualmente forte de Cristina de que ela nunca quer filhos. Na consequência da adulteração da residente Meredith Grey (Ellen Pompeo) na pesquisa de Alzheimer de Derek Shepherd, Owen é promovido a Chefe de Cirurgia depois que Webber deixa o cargo. Após uma reflexão substancial, Owen decide, com relutância, acompanhar Cristina ao aborto, unindo os dois. A amizade de Owen com Teddy termina quando Owen mente para Teddy sobre a morte súbita de seu marido, devido a Owen querer que ela terminasse uma cirurgia que ela estava realizando. Sentindo-se abandonado e desconcertado após uma briga com Cristina, Owen tem uma noite com uma amiga de um paciente. Cristina, consequentemente, descobre, termina o relacionamento e o casamento é testado. Depois que Cristina passou em seus exames médicos, ela se reconcilia com Owen, mas revela a ele que ela está deixando Seattle para ir à Mayo Clinic. Teddy e Owen acabaram se tornando amigos novamente. Ela havia recebido uma oferta de emprego para trabalhar no Comando Médico do Exército dos Estados Unidos, mas optou por permanecer no Seattle Grace Mercy West por lealdade. Depois que o marido de Teddy, Henry morre, ela afunda em sua dor e isso afeta seus colegas e residentes, fazendo com que Owen a "demitisse" para que ela pudesse ter um novo começo em outro lugar, assim ela aceita a proposta de emprego. Ele também demitiu April Kepner (Sarah Drew) porque o hospital não pode se dar ao luxo de mantê-la porque ela não é certificada pelo Conselho. Meses depois, Hunt visita Kepner em sua casa no campo e a contrata novamente quando ele percebeu que cometeu um erro. Em temporadas posteriores, Owen e Kepner tornam-se amigos íntimos devido à sua escolha de se inscrever nas forças armadas, uma decisão que Owen a encorajou, e tal decisão leva ao final do casamento de Kepner com Avery.
Na temporada 9, o casamento de Cristina e Owen é novamente muito tenso. Cristina está trabalhando na Mayo Clinic e Owen em Seattle, mas ela volta. Owen pede um divórcio. Mais tarde, ele mostra que ainda está apaixonado por ela e só pediu o divórcio para que Cristina e os outros envolvidos no acidente de avião recebam o dinheiro. Cristina e Owen se reconciliam no episódio 9 antes do casamento de Bailey com Ben.
Na temporada 10, Cristina decide aceitar um emprego para administrar uma clínica de última geração na Suíça. Owen apoia sua decisão, pois ele percebe que nada de bom poderia vir dele. Mas pede que ela não o deixe até que ela tenha que deixá-lo para sempre; Enquanto se despede de seus colegas dos últimos sete anos, há um possível ato de terrorismo em Seattle, que mais tarde se torna apenas uma explosão principal de gás. Cristina dá um abraço de despedida rápido, mas emocional, em Derek, Bailey e Webber, deixa suas ações do hospital para Alex e dança com Meredith uma última vez. Owen, no entanto, está ocupado salvando um paciente na sala de cirurgia, então eles compartilham um adeus silencioso através do vidro da galeria.
Na temporada 11, Owen desenvolve um relacionamento com Amelia Shepherd. Isso ocorre de vez em quando nas 11ª e 12ª temporada até o final da 12ª temporadas, onde ele e Amelia se casam, depois que Amelia propõe a ele. Owen é atraído pelo desejo de Amelia por uma "família real" e filhos. Na 14ª temporada, depois de passar por uma série de problemas conjugais, Owen decide se divorciar de Amelia, citando a reversão de Amelia em querer ter filhos e seu comportamento cada vez mais irregular. Owen ouve Amelia quando ela, em um ataque de desejo, diz para ele ir atrás da Teddy. Como resultado, ele voa para a Alemanha para ficar com a Teddy, mas, depois de passarem a noite juntos, Owen revela que ele está lá por sugestão de sua esposa. Teddy se sente insultada por ele ter feito dela uma segunda escolha, citando sua incapacidade de ficar sozinho, e Teddy manda ele embora. Owen retorna para Gray Sloan sozinho.
Mais tarde, é descoberto que o comportamento irregular de Amelia foi causado por um tumor cerebral. Em uma inversão de culpa, Amelia está com raiva de Owen. Apesar de buscarem o divórcio, eles continuam dormindo juntos. Owen decide perseguir seu sonho de vida inteira de paternidade sozinho e começa a criar Leo, um bebê que foi abandonado por sua mãe adolescente. Quando Amelia encontra Betty, mãe de Leo, sem-teto e viciada em drogas, Amelia acolhe Betty e, juntos, Owen e Amelia cuidam de Leo e Betty na casa de Owen, reconciliando e decidindo permanecer em seu relacionamento e renovar seu casamento.
Na temporada 15, Owen e Amelia têm um relacionamento forte, que é interrompido pela notícia de que Teddy está grávida do filho de Owen. Teddy não contou a Owen a princípio, porque sabia que ele deixaria Amelia pela chance de ser pai, e Teddy não quer ficar com Owen depois que ele a fez sua escolha alternativa. Owen está chateado porque ele não teria se reconciliado com Amelia ou adotado Leo se Teddy tivesse dito antes que ele estava esperando um filho biológico. Isso causa tensão adicional com Amelia, que sabe que Owen a teria deixado sem tentar salvar o casamento. À luz do desinteresse de Teddy, Owen diz a Amelia que a escolhe. No entanto, Owen continua exibindo um comportamento possessivo e obsessivo sobre Teddy e sua gravidez, fazendo Amelia se separar permanentemente de seu relacionamento. Owen então adota Leo como filho e recebe sua filha recém-nascida com Teddy, a quem deram o nome de Allison, melhor amiga de Teddy, que morreu durante o ataque de 11 de setembro de 2001. Teddy mudou de ideia e decide  para tentar um relacionamento com Owen.
Na temporada 16, Owen está em um relacionamento com Teddy, a quem ele havia anteriormente dado sua posição como chefe de trauma de Grey-Sloan para mantê-la no país. Owen tem um relacionamento problemático com o novo chefe de cirurgia da fundação Catherine Fox, Koracik, com quem Teddy namorou durante a gravidez. Depois de eletrocutar os órgãos genitais de Koracik, Koracik faz uma ordem de restrição contra Owen, exigindo que ele esteja a 200 metros de distância. Teddy tem achado a maternidade avassaladora e odiava sua licença maternidade, então Owen decide tirar licença de paternidade para permitir que ela volte ao trabalho. Sua licença paternidade se transforma em resignação. Owen finalmente aceita uma oferta de Karev para se tornar Chefe de Trauma do Pac-North depois que ele acha os pais que ficam em casa são chatos.

## Desenvolvimento

### Castinge criação

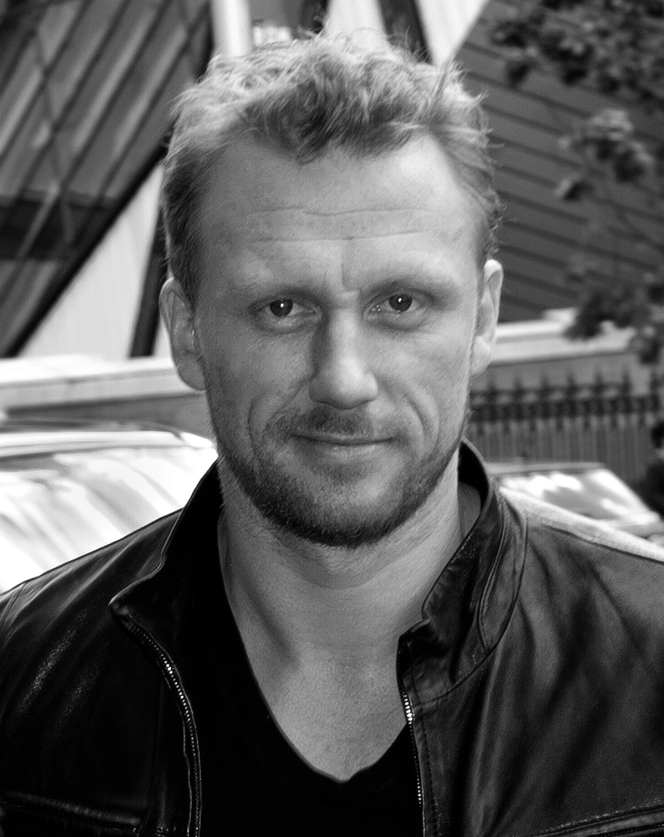
McKidd teve que adiar seu encontro com a criadora da série, Shonda Rhimes, devido ao aniversário de seu filho.

Shonda Rhimes, criadora da série, diz que o personagem foi considerado "um herói torturado à moda antiga" e o compara a Heathcliff. Originalmente ele era programado para aparecer em um arco de história com alguns episódios, porém contrato de Kevin McKidd foi prorrogado, garantindo-lhe uma vaga como membro regular da série Grey's Anatomy. Em julho de 2008, a Entertainment Weekly anunciou a possibilidade de McKidd se tornar um ator regular da série, com esta possibilidade eventualmente sendo confirmada pela People. Quando perguntado sobre como ele se envolveu com o programa, McKidd disse: 
| “ | Eu estava fazendo um filme por três meses, e era o aniversário do meu filho, então consegui voltar para Los Angeles por volta das 14:00. Então eu recebi uma ligação do meu agente, dizendo, "Você tem que voltar porque Shonda quer conhecê-lo para este papel em Grey’s." Eu estava tipo, "Eu adoraria conhecê-la, mas não posso. Podemos fazer amanhã?" E eles são amigos da família, então eles realmente entenderam. Assim que ouvi o discurso do personagem, fui vendido nele. É uma energia diferente e um ponto de vista diferente. Eu pensei que era uma história importante para contar, especialmente em um programa de TV no horário nobre. Para chegar lá e sujar as mãos e explorar como é a cirurgia de trauma nas zonas de guerra e como é se reabilitar na vida civil. Não é apenas um novo médico aparecendo. Está explorando como é difícil se reintegrar ao mundo real depois de estar na zona de guerra por três períodos. | ” |

 McKidd disse ao BuddyTV, "Tem sido realmente ótimo. Fiquei nervoso quando comecei, porque todos os trabalhos que já fiz antes eu estava no cargo desde o primeiro dia, em que todos são novos e não se conhecem. Então, eu estava nervoso porque nunca tinha feito isso antes. E eu me sinto muito grato ao elenco e à equipe de Grey's e a todos lá, realmente, porque eles foram muito gentis comigo e aceitaram que eu participasse do programa. A transição foi muito mais fácil do que eu pensava, pelo qual sou muito grato." McKidd disse à People Magazine que acha que Grey's Anatomy é um ótimo programa e que ele sente sorte de participar. Shonda Rhimes, a criadora da série, disse sobre sua adição, "Estou animado por ter Kevin McKidd se juntando a nós para a temporada, ele tem sido um colaborador prazeroso e traz uma incrível paixão, talento e criatividade ao seu trabalho. Além disso, ele já incorporou o "Mc" em seu nome, então tivemos que mantê-lo."

## Caracterização

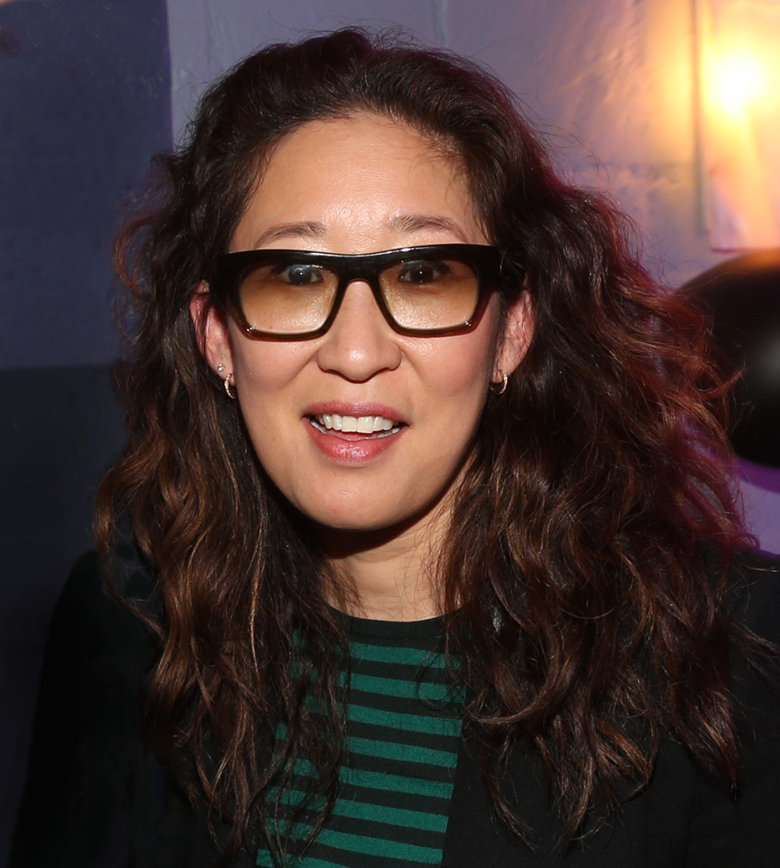
O relacionamento e a conexão dos personagens de McKidd e Oh têm sido um aspecto importante da caracterização de Owen

A American Broadcasting Company (ABC) caracterizou Hunt como "confiante", "inovador", "inteligente", enquanto também pode ser "agressivo", "descarado", "presunçoso" e "precipitado". McKidd falou sobre seu personagem: "[...] Ele não é um personagem fácil de se conectar, eu acho. Há alguma escuridão nele e há algum perigo para ele, que eu acho realmente interessante e emocionante de tocar. [...]" Além disso, McKidd descreve Hunt como "muito instintivo, e segue seu intestino, e ele é muito impulsivo e muito imediato. Ele avalia imediatamente uma situação. E ele é muito honesto, às vezes dolorosamente honesto consigo mesmo e com os outros. Ele quer melhorar. Ele quer melhorar a si mesmo como pessoa. Ele é um cara decente, um tipo de cara com quem eu gostaria de sair e tomar uma cerveja." Os métodos de ensino pouco ortodoxos de Hunt têm sido objeto de controvérsia.  McKidd disse sobre isso:

"Sabe, acho que, no final das contas, Owen é basicamente um homem bom, com algumas técnicas de ensino bastante extremas que aprendeu no exército. E todas essas coisas que estão no show são, na verdade, a maneira como os cirurgiões de trauma são ensinados. Mas acho que provavelmente além disso, ele apenas chama uma pá de pá e olha para cada cenário. Ele não está tentando ser difícil. Ele apenas analisa cada cenário, cada caso e cada paciente e sabe o que é necessário e quando ir direto ao ponto, e não quer mexer com a periferia. E às vezes isso o coloca em problemas, e às vezes isso é o melhor. Então, seria interessante e meio emocionante ver para onde ele vai."Original (em inglês): BuddyTV— Kevin McKidd (em inglês)
 O visual de Owen foi descrito como hardcore e contrário dos outros homens do programa. McKidd diz que não é apenas a aparência de Owen, mas o fato de que, em sua profissão, ele está lidando com a vida e a morte todos os dias. A única distinção que ele encontra entre seu personagem e os outros é que Owen não se importa com o que as outras pessoas pensam dele. Quando McKidd voltou de sua primeira aparição, seu personagem parecia ter sido alterado. McKidd disse ao TV Guide: "Sim, era quem ele realmente é na estreia, mas agora estamos vendo o que pode acontecer com um bom homem, um bom soldado e um bom cirurgião [por causa da guerra]."

Há um grande debate sobre qual é a dinâmica, com o que Cristina fez com esse casamento e sua escolha, e qual é a escolha de Owen e seu comportamento. Há uma conversa realmente interessante por causa dessas opções: como você segue em frente? Como isso muda a dinâmica do relacionamento? Se você realmente pode mergulhar nisso - há duas traições, muito grandes. Não sei como eles sustentam esse relacionamento. Não sei como você volta desse tipo de traição. Certamente, se você é casado, a ideia do próximo passo seria ter filhos e, se isso for retirado, seria muito difícil para Owen permanecer nesse relacionamento.

— Patrick Dempsey (Derek Shepherd) sobre o relacionamento de Owen e Cristina, envolvendo o desejo de Cristina de não ter filhos.

O personagem de Owen Hunt teve uma atração quase instantânea por Cristina Yang desde sua primeira aparição no Seattle Grace, ilustrada pelo beijo apaixonado que eles compartilham logo após se conhecerem. A história de Owen e sua conexão com a personagem Cristina, tem sido um tópico de discussão. McKidd disse: "Entre ele [Owen] e ela [Cristina], vai ficar muito complexo e meio tenso e explosivo". Owen e Cristina experimentaram obstáculos em seu relacionamento ficcional, e continuam.  McKidd ofereceu essa visão sobre o relacionamento de seu personagem com Cristina: 
| “ | Não vai ser fácil para eles. O que eu li quando li o roteiro da estreia da temporada, e essa é apenas a minha opinião, é que eram duas pessoas muito analíticas, Owen e Cristina. Eles são muito parecidos, de certa forma, como pessoas. Duas pessoas analíticas se veem sobre uma sala de emergência lotada e seus olhos se encontram. É quase mais complicado, mas em um nível realmente simplista, é quase um amor à primeira vista que aconteceu na estreia da temporada. E então, o que estamos vendo é o caminho para conectar isso de volta, porque obviamente a estreia da temporada foi antes de ele voltar ao Iraque e esse evento que aconteceu com ele o mudou. E assim, eles estão tentando recuperar esse sentimento, porque obviamente há algo realmente verdadeiro e que deveria estar entre essas duas pessoas. Mas é complicado agora porque ela está danificada por causa do que aconteceu com ela, e ele certamente está lutando consigo mesmo e com as pessoas ao seu redor e com o mundo em geral, e tentando se manter unido depois do que aconteceu com ele. Então, eu acho emocionante ver o que acontece com essas duas pessoas, porque, de certa forma, são as duas pessoas que você menos esperaria ter um caso de amor, mas está acontecendo com eles e eles não podem parar com isso. | ” |

McKidd se referiu ao seu personagem e ao personagem de Cristina Yang como "soulmates." ("almas gêmeas") Falando da história de TEPT de Owen, McKidd afirmou: "O que é empolgante em contar essa história com esse personagem é que é bastante corajoso da parte da ABC e da Shonda [Rhimes], em um programa de TV no horário nobre, abordar um assunto difícil, e um que as pessoas não querem necessariamente ouvir falar. Mas até agora a sala de redação está lidando com isso lindamente. Não estão batendo na cabeça das pessoas, mas explorando-a de uma maneira sensível e interessante". Owen e Cristina lutaram com seu relacionamento ficcional na oitava temporada, levando Owen a ter um caso sexual. Diretamente antes do episódio envolvendo o caso ir ao ar, McKidd disse ao Entertainment Weekly: "O problema de Owen é que ele tenta fazer as coisas perfeitamente e, obviamente, ele erra como chefe, porque você tem que tomar essas decisões estranhas em preto e branco e às vezes você toma a decisão errada. Há muito estresse em sua vida no momento, então ele está tentando não deixar isso afetar sua eficiência como chefe." Embora o casamento dos personagens seja testado, McKidd relatou ao The Hollywood Reporter: "Eu acho que eles são feitos um para o outro. Tenho fé em Cristina e Owen, mesmo que eles sejam os mais sombrios de todos os casais do programa. Vai piorar, mas vai melhorar em breve."

## Recepção
O personagem recebeu feedback geralmente positivo dos críticos de televisão. Semanas após a primeira aparição de Hunt no programa, Matt Roush, do TV Guide, comentou que "Hunt/McKidd é a coisa mais encorajadora que aconteceu em Grey's Anatomy por um bom tempo". Ele também acrescentou: "As faíscas instantâneas entre ele [Hunt] e Yang foram eletrizantes". Por outro lado, Robert Rorke do New York Post afirma que McKidd foi contratado como Hunt para "aumentar a fortuna" das classificações do programa. Kelley L. Carter do USA Today, descreve Hunt como "hardcore" e "contrário" dos outros homens do programa". Chris Monfette do IGN disse que a quinta temporada de Grey's Anatomy foi uma melhoria em relação às duas temporadas anteriores, atribuindo isso em parte à introdução de "novos personagens novos", Owen e Arizona Robbins (Jessica Capshaw). Ele também se referiu a McKidd como "a melhor e mais eficaz adição da [quinta] temporada", acrescentando: 
| “ | McKidd não é apenas um ator imediatamente simpático e envolvente, a luta de seu personagem com o TEPT ao longo da temporada - e especialmente como isso afetou seu crescente relacionamento com Cristina - provou ser relevante e dramaticamente emocionante. Suas interações com Cristina eram perfeitamente equilibradas para um drama ideal, nunca juntos e separados por tanto tempo que as idas e vindas se tornavam frustrantes. Os telespectadores podiam ver claramente um abrandamento da Cristina tipicamente dura, uma mudança agradável para o que se tornou uma personagem de uma só nota, além de se relacionar com as lutas internas de Owen, compartilhadas por muitos veteranos de guerra da vida real. | ” |

 Margaret Lyons da New York Magazine julgou Hunt como "muito triste" na primeira parte da nona temporada. Em 2010, Kevin McKidd foi nomeado para o Prism Award de Melhor Performance em Série de Múltiplos Episódios em Série Dramática e ganhou o prêmio. Em 2011, McKidd foi indicado ao Prism Award de Melhor Performance de uma Série Dramática, por seu trabalho em Grey's Anatomy. McKidd foi indicado, juntamente com o restante do elenco de Grey's Anatomy, para Melhor Série Dramática no 21.º GLAAD Media Awards, em 2010. Também em 2010, McKidd, e o resto do elenco, foram indicados para melhor série dramática, no NAACP Image Awards. A mesma indicação foi recebida no NAACP Image Awards de 2011, com o elenco ganhando o prêmio. No 43.º NAACP Image Awards, em 2012, McKidd e o elenco foram indicados mais uma vez para melhor série dramática.